# Top Gear GT Championship
Top Gear GT Championship (Zen-Nippon GT Senshuken ou All Japan GT Championship en version originale japonaise) est un jeu vidéo de course développé par Vision Works et édité par Kemco, sorti en 2001 sur Game Boy Advance. Il fait partie de la série Top Gear. Il s'agit du premier de celle-ci sur Game Boy Advance et était disponible au lancement de la console.